# Poremećaji acidobazne ravnoteže
Poremećaji acidobazne ravnoteže je naziv za različita stanja ljudskog tijela u kojima poremećen odnos baza i kiselina u krvi, te je vrijednost pH krvne plazme izvan normalnih granica koje su od 7,35 do 7,45.
Povišenja vrijednosti pH na iznad 7.45 se naziva alkaloza, a sniženje vrijednosti pH na ispod 7.35 naziva se acidoza. Prema etiologiju može se podijeliti na metaboličku alkalozu i respiratornu alkalozu, tj. na metaboličku acidozu i respiratornu acidozu, ovisno o tome radi li se o poremećaju dišnog sustava (respiratorna) ili je uzrok u nekom drugom sustavu (metabolička). Može nastati i mješoviti poremećaj acido-bazne ravnoteže.
Valja napomenuti da se termin acidoza odnosi na proces koji uzrokuje nisku pH vrijednost u krvi i tkivima, dok se acidemija odnosi specifično na nisku pH vrijednost krvi.